# Хонута (муниципалитет)
Хонута (исп. Jonuta) — муниципалитет в Мексике, в штате Табаско, с административным центром в одноимённом городе. Численность населения, по данным переписи 2020 года, составила 30 798 человек.

## Общие сведения
Название Jonuta можно перевести двояко: Shono-tla с языка науатль — место изобилия хоноте, а Ho-noch-tah с майянского языка — место пяти вождей.
Площадь муниципалитета равна 1644,8 км², что составляет 6,7 % от общей площади штата, а наивысшая точка — 9 метров, расположена в поселении Эсперанса.
Он граничит с другими муниципалитетами штата Табаско: на востоке с Эмилиано-Сапата, на западе с Макуспаной и Сентлой, а также граничит с другими штатами Мексики: на севере и западе с Кампече, и на юге с Чьяпасом.

## Учреждение и состав
Муниципалитет был образован 18 декабря 1883 года, по данным 2020 года в его состав входит 157 населённых пунктов, самые крупные из которых:
| Код INEGI                  | Населённый пункт                                                                                 | Численность населения (2005 год) | Численность населения (2010 год) | Численность населения (2020 год) |
| -------------------------- | ------------------------------------------------------------------------------------------------ | -------------------------------- | -------------------------------- | -------------------------------- |
| 011                        | Всего                                                                                            | 28403                            | 29511                            | 30798                            |
| 0001                       | Хонута (исп. Jonuta) 18°05′27″ с. ш. 92°08′19″ з. д. (административный центр)                    | 6341                             | 6899                             | 7387                             |
| 0019                       | Монте-Гранде (исп. Monte Grande) 17°56′08″ с. ш. 92°15′51″ з. д.                                 | 1757                             | 1810                             | 2075                             |
| 0022                       | Плая-Ларга (исп. Playa Larga) 17°56′11″ с. ш. 91°48′34″ з. д.                                    | 793                              | 921                              | 1144                             |
| 0018                       | Хосе-Мария-Пино-Суарес (исп. José María Pino Suárez (San Pedro)) 18°18′15″ с. ш. 92°13′06″ з. д. | 846                              | 953                              | 967                              |
| 0139                       | Сан-Хосе (исп. San José) 18°14′48″ с. ш. 92°18′30″ з. д.                                         | 749                              | 767                              | 813                              |
| 0005                       | Ла-Гуаяба (Альто-Аматитан) (исп. La Guayaba (Alto Amatitán)) 17°54′02″ с. ш. 91°49′06″ з. д.     | 793                              | 727                              | 757                              |
| 0027                       | Эль-Сакрифисио (исп. El Sacrificio) 18°05′01″ с. ш. 92°08′30″ з. д.                              | 488                              | 590                              | 749                              |
| —                          | Прочие                                                                                           | 16636                            | 16844                            | 16906                            |
| Названия на карте Генштаба |                                                                                                  |                                  |                                  |                                  |

## Климат
Климат Хонуты — жаркий и влажный, со среднегодовой температурой +26,5°С. Максимальная температура достигается в мае, со средним показателем +30,8°С. Минимальная температура достигается в декабре—январе, со средним показателем +22,9°С. Общегодовой уровень осадков составляет 2019 мм³, с максимумом в сентябре — 481 мм³ и минимумом в январе — 18 мм³.

## Экономическая деятельность
По статистическим данным 2000 года, работоспособное население занято по секторам экономики в следующих пропорциях:
- сельское хозяйство, животноводство и рыбная ловля — 69 %;
- промышленность и строительство — 6,1 %;
- торговля, сферы услуг и туризма — 23,6 %;
- безработные — 1,3 %.

Муниципалитет производит основные сельскохозяйственные культуры — кукурузу, рис, сорго.
Животноводство также является важной статьёй дохода муниципалитета. Согласно статистическим данным 1997 года здесь содержалось 122 320 голов крупного рогатого скота, 8822 свиньи, 1351 овца и 4531 лошадь, а также 129 430 домашних птиц.
Очень важное место занимает рыбная ловля. Большая часть улова отвозится в столицу штата — Вильяэрмосу.
Существуют небольшие фабрики по производству сыров, масла и молочных продуктов, в меньшей степени — фруктовых консервов.

## Инфраструктура
По статистическим данным 2020 года, инфраструктура развита следующим образом:
- электрификация: 98,3 %;
- водоснабжение: 35 %;
- водоотведение: 93,5 %.

## Фотографии
- Археологическая зона Эль-Куйо
- Набережная Усумасинты